# John Nielsen

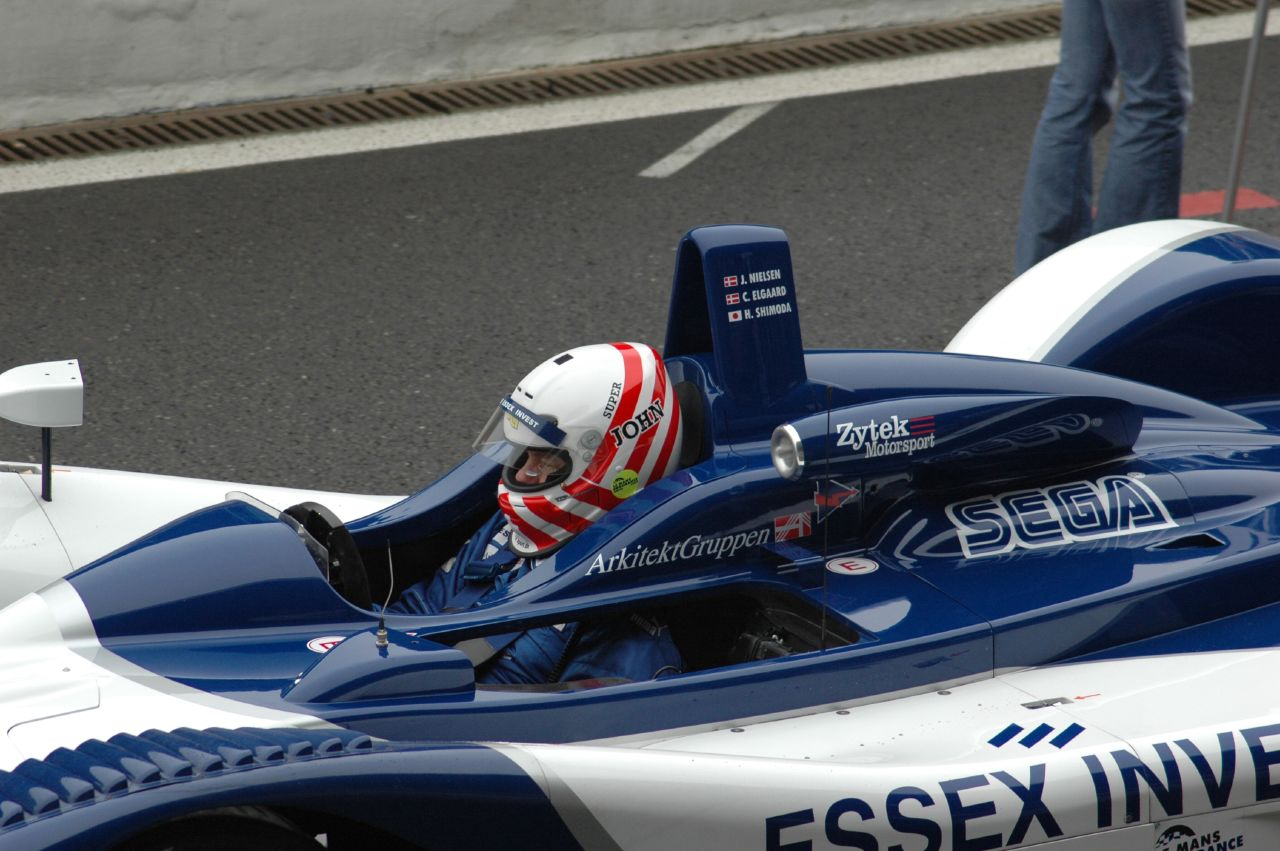
Nielsen op het circuit van Spa, 2005

John Nielsen (Varde, 7 februari 1956) is een voormalig Deens autocoureur.
Zijn racecarrière startte hij in 1982 toen hij het Duits Formule 3 kampioenschap won. Daarnaast won hij ook de Formule 3-race van Macau in 1984. Hij reed ook nog enkele goede resultaten in de Formule 3000 in 1985, 1986 bij elkaar maar slaagde er nooit in om over te stappen naar de Formule 1.
Hij werd in Denemarken bijzonder populair door zijn overwinning in de 24 uren van Le Mans van 1990. Hij was de eerste Deen die hierin slaagde. Hij kwam in totaal 17 keer aan de start van de 24 uren van Le Mans.